# إينجل (رواية)
إينجل (بالإنجليزية: Angel)‏ هي رواية للكاتبة البريطانية إليزابيث تايلور، نشرت عام 1957، لأول مرة عن دار نشر بيتر ديفيس.